# Maestro dell'Aula della Curia
Maestro dell'Aula della Curia (XIII secolo) è stato un pittore italiano.

## Biografia
Le pitture ad affresco risalenti al XIII e XIV secolo presenti in Bergamo e sul territorio bergamasco, non sono sempre state eseguite da pittori identificabili e conosciuti, per questo vi sono alcuni artisti a cui viene dato il nome o delle località dove hanno lavorato o del soggetto che hanno eseguito, così come i lavori presenti nell'Aula della Curia Vescovile presso il palazzo Vescovile, a ovest della basilica di Santa Maria Maggiore identificato come il Maestro dell'Aula della Curia, e a fianco della Cappella Colleoni. L'aula era storicamente il passaggio dal palazzo vescovile alla chiesa mariana attraverso una bifora poi chiusa e coperta dal grande arazzo della Crocifissione sulla parte della chiesa, mentre la parte dell'aula coperto dall'affresco raffigurante i santi Narno e Viatore, primi due vescovi di Bergamo.

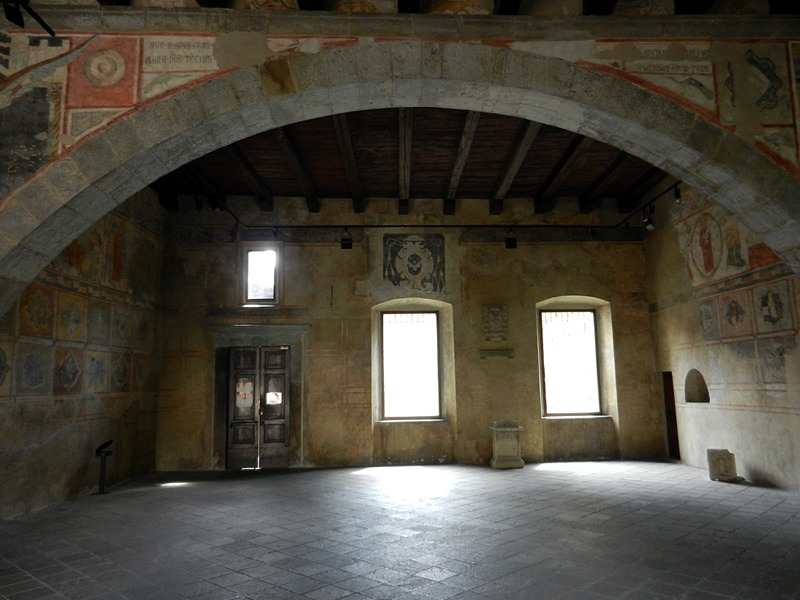
Aula picta

L'aula è completamente affrescata ma non tutti i dipinti si presentano con la medesima datazione, anche se molti vengono attribuiti, per stile, al medesimo autore, mentre alcuni, in particolare la raffigurazione di un vescovo è da considerarsi lavoro del Maestro degli Anacoreti. Si considera che siano riferibili al vescovato di Giovanni Tornielli tra il 1211 e il 1240, vescovo che potrebbe essere raffigurato sulla parete in alto della prima sala in prossimità dell'ingresso al palazzo vescovile.
I dipinti furono scoperti da Luigi Angelini nel 1937, alcuni si presentavano molto deteriorati e altri troppo rimaneggianti e accentuati nei colori. Purtroppo alcuni sono andati definitivamente perduti in particolare quelli posti sulla parete a nord e sud.

## Opere

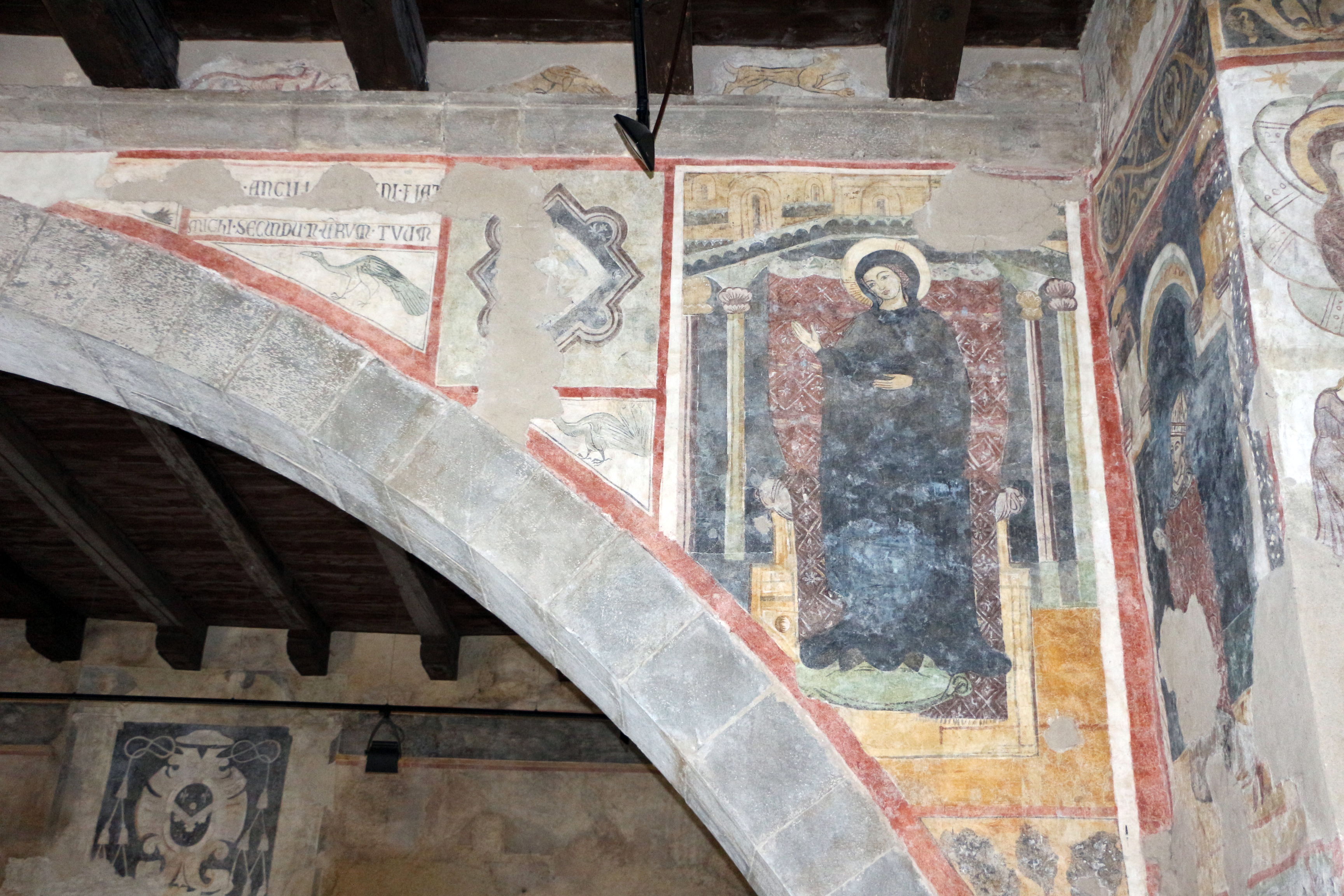
Aula picta della curia vescovile – Vergine annunciata inserita in una struttura abitativa

La grande saladella curia vescovile, è divisa da un arcone in due grandi aule completamente affrescate. Le pareti presentano una decorazione posta su tre fasce orizzontali divise da un fregio che ospita motivi vegetali. 
- Sant'Alessandro lunetta;
- Santi Narno e Viatore bifora;
- Annunciazione l'angelo annunciante è posto sul lato a nord dell'arcone, mentre sul lato opposto la Vergine annunciata con una tenda alle sue spalle, entrambi i due soggetti sono inseriti in una cornice che raffigura archi, cupole e torri; sulla volta dell'arco vi è il saluto dell'annunciante e la risposta della Vergine;
- Vita di Cristo: 
  - infanzia pareti della fascia centrale, alcuni di questi si uniscono con l'affresco raffigurante la apocalisse. Il ciclo inizia con l'immagine della Madonna distesa avvolta in una coperta decorata, dopo la nascita di Gesù che giace nella mangiatoia tra il bue e l'asino, mentre san Giuseppe è posto in primo piano in prossimità, accanto all'angelo che annuncia l'evento ai pastori. Sotto il dipinto vi è la raffigurazione del Bagno del Bambino. Della parte riguardante l'epifania e la strage degli innocenti è rimasta solo la raffigurazione di re Erode e le madri piangenti accanto ai piccoli figli morti.
  - Passione, il ciclo prosegue con la raffigurazione Ultima cena posta sulla parte superiore della bifora. L'affresco presenta una tavola apparecchiata dove vi sono tutti gli apostoli intorno a Cristo, a esclusione di Giuda che è raffigurato di fronte alla mensa e che riceve da Gesù un boccone di pane, raffigurazione che è ripresa nel medesimo soggetto posto nella basilica lavoro del Maestro dell'Albero della Vita. Prosegue con Gesù che prega nell'orto degli ulivi, nonché tutti gli eventi della passione, dalla cattura con la raffigurazione dei soldati con le lance e il tradimento con il bacio di Giuda, il processo e il tradimento di Pietro di cui è rimasta solo una piccola parte.[4]

- Figurazioni simboliche
- Vescovo in preghiera identificato in Giovanni Tornielli;